# Gutenbergia rueppellii
Gutenbergia rueppellii là một loài thực vật có hoa trong họ Cúc. Loài này được Sch.Bip. mô tả khoa học đầu tiên năm 1840.